# 山之内健一
山之内 健一（やまのうち けんいち、1970年5月31日 - ）は、鹿児島県鹿屋市出身の元プロ野球選手（内野手）、飲食店経営、歌手。

## 経歴

### プロ入り前
福岡第一高時代は、春に続いて1988年の第70回全国高等学校野球選手権大会に出場し、初戦で2本塁打を放つなどの活躍で同期のエース・前田幸長とともに準優勝を果たす。この大会では同校OBである飛鳥涼が差し入れたバットを使って快打を連発したという。高校通算48本塁打を記録し「九州のバース」の異名をとる。高校の2学年後輩には松元秀一郎がいた。
1988年のプロ野球ドラフト会議で福岡ダイエーホークスから5位指名を受け入団。ドラフトではエースの前田の1位指名後に心待ちにしていたところ、地元の新球団となるダイエーに指名されたことで喜びの涙を見せた。背番号は同年まで主砲の門田博光が付けていた60を引き継ぐなど期待されていた。

### ダイエー時代
1990年と1991年はMLBの1A・サリナス・スパーズに野球留学し、1990年には一軍初出場も果たした。しかし、一軍での出場は1990年の7試合のみで、その後は二軍での生活が続き1994年オフに退団した。1994年オフには横浜ベイスターズの入団テストを受けたが、不合格に終わり、阪神タイガースへの入団も狙ったものの、実現できなかった。その後、球団から勧められた台湾球界入りを決意し、将来的には台湾で活躍してNPBに復帰したい旨を語っていたが、これも実現できなかった。

### 引退後
引退後の1996年には、石川敬士率いる新東京プロレスに入団したが、デビューすることもなく早々に退団してしまう。なお退団の際には、捨て台詞とも取れる「プロレスの練習はプロ野球のキャンプよりも楽だから」と発言した旨をプロレス専門誌に掲載されたが、本人はそれを否定している。
その後は故郷の鹿児島に戻り『いざか屋ばーす』という居酒屋を経営する傍ら、少年野球の指導も行っている。
2012年、故郷鹿屋に鹿児島県で初の市民球団『鹿屋マグマスターズ』を設立することを発表した。
2023年3月29日にCD『東京ハーバーライト』（C/W：『男と女』　発売元：ホリデージャパン　品番：TJCH-15697）を発売し、歌手デビューを果たした。

## 詳細情報

### 年度別打撃成績
| 年 度     | 球 団     | 試 合 | 打 席 | 打 数 | 得 点 | 安 打 | 二 塁 打 | 三 塁 打 | 本 塁 打 | 塁 打 | 打 点 | 盗 塁 | 盗 塁 死 | 犠 打 | 犠 飛 | 四 球 | 敬 遠 | 死 球 | 三 振 | 併 殺 打 | 打 率 | 出 塁 率 | 長 打 率 | O P S |
| --------- | --------- | ----- | ----- | ----- | ----- | ----- | -------- | -------- | -------- | ----- | ----- | ----- | -------- | ----- | ----- | ----- | ----- | ----- | ----- | -------- | ----- | -------- | -------- | ----- |
| 1990      | ダイエー  | 7     | 8     | 8     | 0     | 0     | 0        | 0        | 0        | 0     | 0     | 0     | 0        | 0     | 0     | 0     | 0     | 0     | 4     | 0        | .000  | .000     | .000     | .000  |
| 通算：1年 | 通算：1年 | 7     | 8     | 8     | 0     | 0     | 0        | 0        | 0        | 0     | 0     | 0     | 0        | 0     | 0     | 0     | 0     | 0     | 4     | 0        | .000  | .000     | .000     | .000  |

### 記録
- 初出場：1990年10月1日、対日本ハムファイターズ24回戦（東京ドーム）、7回表に小川史の代打で出場
- 初先発出場：1990年10月14日、対オリックス・ブレーブス26回戦（阪急西宮球場）、6番・一塁手として先発出場

### 背番号
- 60（1989年 - 1994年）